# Пейдж (округ, Айова)
Пейдж (англ. Page County) — округ в США, штате Айова. На 2000 год численность населения составляла 16 976 человек. По оценке бюро переписи населения США в 2009 году население округа составляло 15 260 человек. Окружным центром является город Кларинда.

## История
Округ Пейдж был сформирован в 24 февраля 1847 года.

## География
Согласно данным Бюро переписи населения США площадь округа Пейдж составляет 1385 км².

### Основные шоссе
- Шоссе 71
- Автострада 2
- Шоссе 59
- Автострада 48

### Соседние округа
- Монтгомери (север)
- Тейлор (восток)
- Нодавей (штат Миссури; юго-восток)
- Атчисон (штат Миссури; юго-запад)
- Фримонт (запад)

## Демография
По данным переписи населения 2000 года в округе проживало 16 976 жителей. Среди них 21,7 % составляли дети до 18 лет, 20,5 % люди возрастом более 65 лет. 48,5 % населения составляли женщины.
Национальный состав был следующим: 95,5 % белых, 2,1 % афроамериканцев, 0,6 % представителей коренных народов, 0,9 % азиатов, 2,5 % латиноамериканцев. 0,9 % населения являлись представителями двух или более рас.
Средний доход на душу населения в округе составлял $16670. 14,7 % населения имело доход ниже прожиточного минимума. Средний доход на домохозяйство составлял $42317.
Также 85,5 % взрослого населения имело законченное среднее образование, а 16,6 % имело высшее образование.